# 山内開斗
山内 開斗（やまうち かいと、1999年5月22日 - ）は、元ラグビーユニオンの選手。

## プロフィール
- 佐賀県出身[1]。
- ポジションはプロップ(PR)。
- 身長 188 cm、体重 125 kg

## 略歴
2018年、佐賀工業高校卒業後、日本大学に入る。
2022年、NTTドコモレッドハリケーンズ大阪に加入。
2024年11月27日、レッドハリケーンズ大阪を退団し、社業に専念することを発表した。